# KkStB 89
Die kkStB 89 war eine Tenderlokomotivreihe der k.k. Staatsbahnen Österreichs, deren Lokomotiven ursprünglich von der Kremstalbahn (KTB) stammten.
Die KTB beschaffte diese vier kleinen Tenderlokomotiven für den leichten Personenverkehr und für den Verschub. Die offensichtlich nach bayerischem Vorbild gebauten Lokomotiven wurden von Krauss in Linz geliefert. Die Maschinen gehörten bei der KTB der Serie III an und hatten die Namen „BAD HALL“, „MICHELDORF“, „FRAUENSTEIN“ und „STEYRLING“. Nach der Verstaatlichung 1906 reihte die kkStB sie als 89.01-04 ein.
Nach 1918 kamen alle vier Maschinen zur BBÖ, die sie bis 1929 ausmusterte.